# Marco Kadlec
Marco Kadlec (* 28. Februar 2000) ist ein österreichischer Fußballspieler.

## Karriere

### Verein
Kadlec begann seine Karriere beim ASK Ebreichsdorf. 2008 kam er in die Jugend des FC Admira Wacker Mödling, bei dem er später auch in der Akademie spielte. Im Mai 2017 spielte er erstmals für die Amateure der Admira in der Regionalliga, als er am 30. Spieltag der Saison 2016/17 gegen die Amateure des FK Austria Wien in der 79. Minute für Manuel Botic eingewechselt wurde.
Seinen ersten Treffer für Admira II erzielte er im Oktober 2017 bei einem 3:0-Sieg gegen den SC-ESV Parndorf 1919. Im Februar 2018 stand Kadlec gegen den FC Red Bull Salzburg erstmals im Kader der Profis.
Sein Debüt für die Profis gab er am 20. Juli 2018, als er im ÖFB-Cup-Spiel gegen den SC Neusiedl am See in der Startelf stand. Am 26. Juli 2018 kam er erstmals in einem internationalen Spiel zum Einsatz, als er im Zweitrundenhinspiel der Europa-League-Qualifikation gegen ZSKA Sofia von Beginn an zum Einsatz kam und in der 83. Minute durch Marcus Maier ersetzt wurde. Am 5. August 2018 debütierte er in der Bundesliga, als er am zweiten Spieltag der Saison 2018/19 gegen den TSV Hartberg in der 71. Minute für Patrick Schmidt eingewechselt wurde. Insgesamt kam er zu 33 Bundesligaeinsätzen für die Profis der Admira.
Im Februar 2022 verließ Kadlec den Verein nach über 13 Jahren und wechselte zum Zweitligisten FC Juniors OÖ. Für die Juniors kam er insgesamt zu 13 Zweitligaeinsätzen. Nach der Saison 2021/22 zog sich das Team aus der 2. Liga zurück, woraufhin Kadlec in den Kader des nun drittklassigen Nachfolgers LASK Amateure OÖ rückte. In der Regionalliga kam er zu 21 Einsätzen für die LASK Amateure, in denen er zehnmal traf.
Im August 2023 wechselte Kadlec zum Zweitligisten SKU Amstetten, bei dem er einen bis Juni 2024 laufenden Vertrag erhielt. Für Amstetten absolvierte er bis zur Winterpause elf Zweitligapartien. Im Jänner 2024 verließ er Amstetten wieder und wurde an den Regionalligisten SPG Wels verliehen. Während der Leihe kam er zu zwölf Regionalligaeinsätzen für Wels. Zur Saison 2024/25 kehrte er nach Amstetten zurück. Dort kam er zu drei zweiteren Zweitligaeinsätzen, ehe er den Verein nach der Saison 2024/25 verließ.

### Nationalmannschaft
Kadlec spielte im September 2015 erstmals für die österreichische U-16-Auswahl. Im Mai 2017 debütierte er gegen die Schweiz für das U-17-Team Österreichs. Im September 2017 spielte er erstmals für die U-18-Auswahl.
Im September 2018 August debütierte er gegen Zypern für die U-19-Mannschaft.